# Максимовка (Воскресенский район)
Макси́мовка — деревня в Воскресенском муниципальном районе Московской области. Входит в состав сельского поселения Фединское. Население — 15 чел. (2010).

## География
Деревня Максимовка расположена в юго-западной части Воскресенского района, примерно в 8 км к юго-западу от города Воскресенска. Высота над уровнем моря 145 м. В деревне 5 улиц, приписано СНТ Прогресс-94 и территория Ласточка. Ближайший населённый пункт — село Невское.

## История
Земли, на которых расположена Максимовка, во второй половине XVIII века назывались «отхожим полем сельца Бубново, Голтяево тож». По данным 5-й ревизии 1795 года, на месте бывшего «отхожего поля» значится уже новопостроенное сельцо Максимовка — 12 крестьянских дворов, 45 душ мужского пола и 51 женского, а всего 96 жителей.
Экономические примечания к Павловскому межеванию (около 1800 года) описывают Максимовку в следующих выражениях: «Сельцо на суходоле при пруде, в нём саженая рыба — караси. Дачею на правом берегу речки Грецкой, Грязновка тож. Дом господский деревянный, а при нём сад с плодовитыми деревьями. Земля сероглинистая и ко урожаю хлеба: ржи, овса и гречи довольно способна; покосы средственны (то есть среднего качества). Лес дровяной: березовый и осиновый, в нём бывают звери: зайцы, птицы: тетерева, дрозды и соловьи. Крестьяне на пашне и (более) промысла не имеют… Имуществом довольно зажиточны».
В 1926 году деревня входила в Степанщинский сельсовет Чаплыженской волости Бронницкого уезда Московской губернии.
С 1929 года — населённый пункт в составе Воскресенского района Коломенского округа Московской области, с 1930-го, в связи с упразднением округа, — в составе Воскресенского района Московской области.
До муниципальной реформы 2006 года Максимовка входила в состав Степанщинского сельского округа Воскресенского района.

## Население
В 1926 году в деревне проживало 67 человек (26 мужчин, 41 женщина), насчитывалось 13 крестьянских хозяйств. По переписи 2002 года — 394 человека (195 мужчин, 199 женщин).
| 1926 | 2002 | 2010 |
| ---- | ---- | ---- |
| 67   | ↗394 | ↘15  |

## Уроженцы
- Потехин, Савва Калистратович (1891—1944) — советский военачальник, участник Великой Отечественной войны, генерал-майор танковых войск.